# Psammisia globosa
Psammisia globosa är en ljungväxtart som beskrevs av A. C. Smith. Psammisia globosa ingår i släktet Psammisia och familjen ljungväxter. Inga underarter finns listade i Catalogue of Life.